# Grentzingen
Grentzingen je občina v departmaju Haut-Rhin francoske regije Alzacija.
Leta 1990 je v občini živelo 515 oseb oz. 99 oseb/km².